# ويليام أ. مارتن
ويليام أ. مارتن (بالإنجليزية: William A. Martin) هو عالم حاسوب ومهندس أمريكي، ولد في 1938 في أوكلاهوما سيتي في الولايات المتحدة، وتوفي في 1981.